# Шерлок Холмс и доктор Ватсон: Убийство лорда Уотербрука
«Шерлок Холмс и доктор Ватсон: Убийство лорда Уотербрука» — мультфильм по мотивам рассказов Артура Конан Дойля.
Шерлок Холмс и его неизменный спутник доктор Ватсон расследуют загадочное убийство лорда Уотербрука.

## Сюжет мультфильма
Классический детективный сюжет, разбавленный лёгким чёрным юмором и шутками. Шерлок Холмс и его биограф доктор Ватсон завтракают у себя на Бейкер-стрит в доме номер 221-бис. Внезапно, пробив оконное стекло, влетает пуля. Осмотрев пулю, Шерлок делает заключение, что произошло убийство. Прервав завтрак, Холмс и Ватсон идут по траектории пули и расследуют таинственное убийство лорда Уотербрука, живущего неподалёку — в доме напротив. Инспектор Лестрейд, ведущий расследование, как раз зашёл в тупик и очень обрадовался, увидев лондонского любителя-детектива и его биографа. Холмс уже знает, что произошло в доме № 222 по Бейкер-стрит, однако ему нужны доказательства. Он прорабатывает все возможные версии, но все они не соответствуют действительности. Роковой момент должен был застать лорда Уотербрука за утренней трапезой, когда тот наслаждался вкусом великолепного соуса, поданного к жаркому и приготовленного по рецепту китайского шеф-повара. Однако качество жаркого настолько взбесило лорда Уотербрука, что тот застрелился из одного из револьверов собственной коллекции оружия. Доведённый до отчаяния лорд, выслушав все непостижимые версии своего убийства, воскресает, чтобы провести следственный эксперимент, и повторно совершает самоубийство.

## Роли озвучивали
| Персонаж           | Актёр          |
| ------------------ | -------------- |
| Шерлок Холмс       | Алексей Колган |
| Доктор Ватсон      | Алексей Колган |
| Инспектор Лестрейд | Алексей Колган |
| Лорд Уотербрук     | Алексей Колган |
| Повар-китаец       | Алексей Колган |
| Полицейские        | Алексей Колган |
| Лакей              | Алексей Колган |
| Голос за кадром    | Алексей Колган |
| Леди Уотербрук     | Людмила Ильина |

## Команда
- Режиссёр: Александр Бубнов
- Продюсер: Вячеслав Маясов, Александр Герасимов
- Сценарист: Александр Бубнов
- Художник: Зоя Трофимова, Александр Бубнов, Ирина Ковтун
- Аниматоры: А. Бубнов, М. Лаптев, А. Лавринишин, Ю. Борисенко, Е. Алёхин
- Композитор: Валентин Васенков, Евгений Гальперин
- Роли озвучивали: Алексей Колган, Людмила Ильина

## Музыка
- В фильме использована музыкальная тема «Шерлок Холмс» композитора Е. Гальперина.

## Награды
- Приз за драматургию и 3-е место в рейтинге Открытого российского фестиваля анимационного кино в Суздале, 2006
- Гран-при фестиваля «Мультивидения», Санкт-Петербург, 2006
- Номинация на приз Российской Киноакадемии «Золотой Орёл», 2006

## Продолжение
В 2012 году прошли съёмки продолжения мультфильма «Шерлок Холмс и доктор Ватсон». Проект называется «Холмс — 2».
Премьера мультфильма «Шерлок Холмс и чёрные человечки» состоялась с 24 по 26 декабря 2012 года в рамках фестиваля «Эхо Крока».